# Vittorio Fiorini
Vittorio Fiorini (Piacenza, 14 marzo 1860 – Bologna, 13 dicembre 1925) è stato uno storico italiano.
È stato un Accademico dei Lincei, Ispettore Centrale del Ministero della Pubblica Istruzione, Direttore Generale dell'Istruzione Media e Consigliere della Corte dei Conti. Fu amico e discepolo di Pasquale Villari.

## Biografia
Laureato all'Istituto di Studi Superiori di Firenze, ottenne la libera docenza a Bologna. Insegnò storia moderna all'Università di Bologna e con Tommaso Casini fondò la Biblioteca storica del Risorgimento italiano. Fu Provveditore agli Studi a Sassari, a Pesaro, a Roma; e in seguito Ispettore, Capo Divisione e Direttore Generale delle Scuole medie. Nel 1917 fu eletto Consigliere della Corte dei conti. Morì a Bologna il 13 dicembre 1925.

## Lo scautismo
Nel 1917 fu eletto Vice Presidente Generale del Corpo Nazionale Giovani Esploratori Italiani (CNGEI), e mantenne l'incarico fino alla morte.
Non fu mai nominato Commissario generale del CNGEI, ma alla morte di Carlo Colombo, dal 1918 al 1922, ebbe le funzioni di Commissario generale delegato. In tale veste, diede inizio alle riforme del Corpo poi portate a termine da Roberto Villetti, per ridare al CNGEI una linea aderente allo scautismo di Baden-Powell che le esigenze del periodo bellico avevano sviato. Fiorini, profondo conoscitore della letteratura scout internazionale, impostò la riforma a partire dal 1921.
Fu lui a far istituire, nel 1918, gli Esploratori Seniori (gli adulti scout), che ebbero in Italia, primi nel mondo, un loro ordinamento, attribuzioni e doveri.
(Vittorio Fiorini)

## Opere
Restano di lui un Catalogo illustrativo dei libri, documenti e oggetti esposti dalle Provincie dell'Emilia e Romagna nel Tempio del Risorgimento italiano all'Esposizione regionale di Bologna sul 1888, che è un modello del genere, alcuni volumi compresi nella Biblioteca Storica del Risorgimento Italiano, da lui diretta, altri scritti inseriti nella Rassegna Storica del Risorgimento, pure da lui diretta insieme col prof. Italo Raulich; ma il suo nome è soprattutto legato alla nuova edizione dei Rerum Italicarum scriptores di Ludovico Antonio Muratori, da lui progettata e iniziata nel 1903 e pubblicata dall'editore Lapi di Città di Castello.